# Antoine Noguier
Antoine Noguier, né à une date inconnue et mort autour de 1570 à Toulouse, est un historien français.
Il s'inspire beaucoup d'auteurs qui l'ont précédé au point qu'on a pu le considérer comme un plagiaire.

## Œuvres

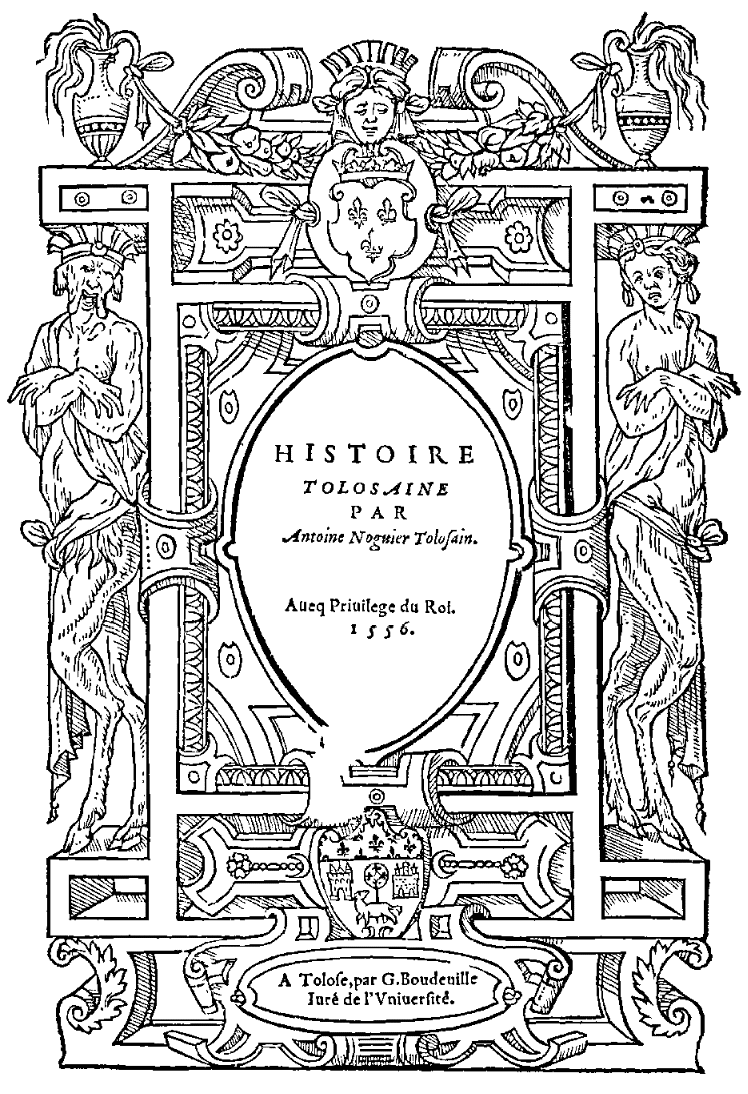
Histoire tolosaine (1556).

- L'Histoire tolosaine (jusqu'à l'année 1223), 1556-1559, petit in-folio, Toulouse, Guyon Boudeville
- L'Eridographie, contenant la description du Procès qui le nourrit et que faut-il avoir pour l'éviter, Toulouse, Guyon Boudeville, pour H. Dugua, 1552, in-4°